# 192 v.Chr.

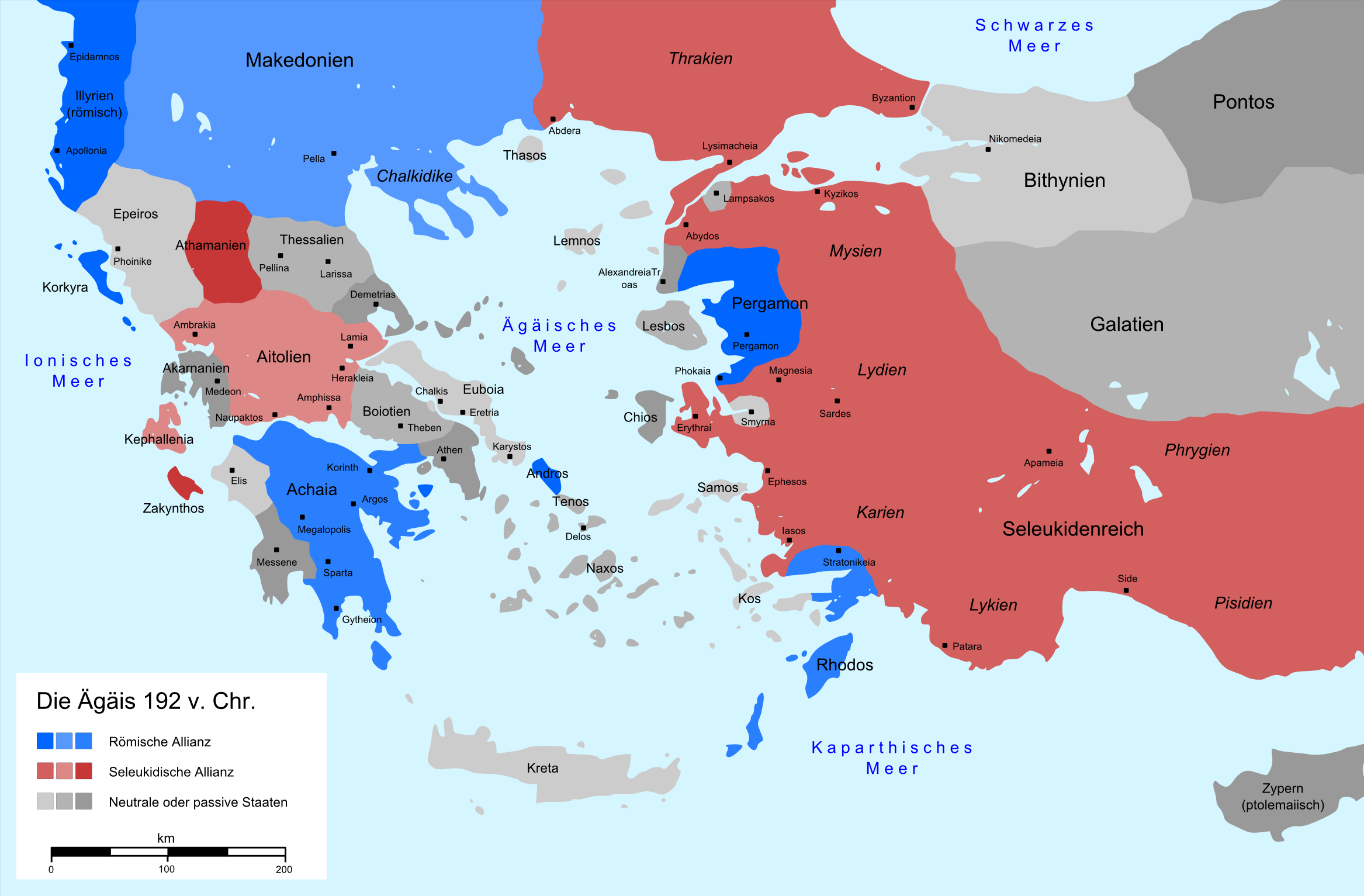
De politieke situatie in het Egeïsche gebied. Blauw: Rome en bondgenoten, rood: de Seleuciden en hun bondgemoten.

Het jaar 192 v.Chr. is een jaartal in de 2e eeuw v.Chr. volgens de christelijke jaartelling.

## Gebeurtenissen

### Italië
- In Rome worden Lucius Quinctius Flamininus en Gnaius Domitius Ahenobarbus, aangesteld tot consul in het Imperium Romanum.

### Griekenland
- De Achaeïsche Bond stuurt een afgezant naar Rome, om een verzoek tot militaire interventie tegen Sparta. Het Achaeïsche leger onder Philopoemen wordt bij Githion door de Spartanen verslagen.
- Nabis pleegt een staatsgreep en wordt door de Aetoliërs vermoord. Philopoemen bezet Sparta met steun van de Romeinen.
- Antiochus III de Grote landt in Thessalië met een expeditieleger (± 10.000 man) bij Demetrias en verovert Euboea.
- De Griekse stadstaten van de Aetolische Bond, zien de expansiedrift van Antiochus III als een bedreiging en komen in opstand tegen het Seleucidenrijk.

## Overleden
- Nabis, tiran van Sparta